# Islamische Azad-Universität Mahschahr
Die Islamische Azad-Universität Mahschahr (arabisch دانشگاه آزاد اسلامی واحد ماهشهر) ist eine technische Universität in Mahschahr im Süd-Iran. Sie wurde 1989 als Zweigstelle der Islamischen Azad-Universität gegründet.  
Im Gründungsjahr hatte die Universität 120 Studenten und 10 Wissenschaftler; 2016 waren es bereits 143 Wissenschaftler in Vollzeit, 200 in Teilzeit. Die Zahl der Studenten lag bei 6821. Die Universität wird durch die drei Fakultäten für Chemietechnik, Elektro- und IT-Technik und die Fakultät für Polymere Werkstoffe gebildet. 
| Studiengänge und Abschlüsse                          |
| ---------------------------------------------------- |
| Chemie-Ingenieur (Bachelor, Magister, Ph.D.)         |
| Elektrotechnik-Ingenieur (Bachelor, Magister, Ph.D.) |
| Chemie (Bachelor, Magister, Ph.D.)                   |
| Computer-Ingenieur (Bachelor, Magister)              |
| Architektur-Ingenieur (Bachelor, Magister)           |
| Maschinenbau-Ingenieur (Bachelor, Magister)          |
| Polymer-Ingenieur (Bachelor, Magister)               |
| Öl-Industrie-Ingenieur (Bachelor, Magister)          |
| Energiesystemtechnik-Ingenieur (Bachelor, Magister)  |
| Geografie (Bachelor, Magister)                       |